# 류이하오
류이호(중국어 정체자: 劉以豪, 병음: líu yǐ háo, 주음 부호: ㄌㄧㄡˊ ㄧˇ ㄏㄠˊ, 한자음: 류이호, 영어: Jasper Liu 재스퍼 리우[*], 1986년 8월 12일 ~ )는 타이완의 배우, 가수, 모델이다.

## 출연작

### 영화
- 2014년 《역전승》 (조연)
- 2014년 《활로》 (주연)
- 2018년 《안녕, 나의 소녀》 (주연)
- 2018년 《모어 댄 블루》 (주연)

### 드라마
- 2009년 《마녀18호》 (Cameo)
- 2011년 《아가능부회애니》 (조연)
- 2012년 《원래애취시첨밀》 (Cameo)
- 2012년 《지승선사》 (조연)
- 2013년 《몰유명자적첨점점》 (주연)
- 2013년 《아애니애니애아》 (주연)
- 2014년 《킨다이치 소년의 사건부 고쿠몬 학원 살인사건》 (조연)
- 2014년 《러브 인 더 키친》 (주연)
- 2015년 《타간타적제2안》 (주연))
- 2015년 《아적영계남우》 (주연)
- 2016년 《미도CHLOE》 (주연)
- 2017년 《마려소우상걸극소》 (주연)
- 2018년 《대만왕사》 (주연)
- 2018년 《종채여신》 (주연)
- 2019년 《결혼까지 생각했어》 (주연)
- 2020년 《십이담》
- 2023년 《요안적니아 : 눈부신 그대여》
- 2026년 《명의 허준》 (주연)

### 예능
- 2018년 KBS2 《슈퍼맨이 돌아왔다》 (특별출연)
- 2019년 tvN 《스트리트 푸드 파이터 2》 (특별출연)
- 2019년 넷플릭스 《투게더 Twogether》
- 2020년 MBC 에브리원 《핑크페스타》

## 수상
- 2016년 서울 드라마 어워즈 아시아스타 상
- 2018년 아시아 아티스트 어워즈 초이스 상